# Святославська вулиця (Київ)
Святославська ву́лиця — вулиця в Солом'янському районі м. Києва, місцевість Чоколівка. Пролягає від початку забудови (поблизу Волинської вулиці) до вулиці Ушинського.

## Історія
Вулиця виникла на початку XX століття під такою ж назвою, названою на честь Великого князя київського Святослава Ігоровича. До 1960-х років починалася від Волинської вулиці, тоді ж дещо скорочена при оновленні забудови.
До перейменування назву Святославська мала сучасна вулиця В'ячеслава Липинського у Шевченківському районі.
На Чоколівці існує також вулиця Святослава Хороброго, що примикає до Севастопольської площі (цю назву вона має з 2021 року).